# Aegopodium latifolium
Aegopodium latifolium är en växtart i kirskålssläktet och familjen flockblommiga växter. Den beskrevs av Nikolaj Turtjaninov 1844.
Arten är en perenn ört som förekommer från södra Sibirien i norr till Xinjiang i söder.